# Liste der Postleitsysteme
| Ziffern                                                                   | alphanumerisch                   |
| ------------------------------------------------------------------------- | -------------------------------- |
| 3 Stellen4 Stellen5 Stellen6 Stellen7 Stellen8 Stellen9 Stellen10 Stellen | 6 Stellen7 Stellen8 Stellen      |
| 3 Stellen4 Stellen5 Stellen6 Stellen7 Stellen8 Stellen9 Stellen10 Stellen | Keine Nutzung von Postleitzahlen |

Weltkarte mit Postleitzahlen

Die Liste der Postleitsysteme enthält nach Angaben des Weltpostvereins 117 Staaten, die ein Postleitsystem eingeführt haben (Stand: 2003).
Hinweis: Die Liste der Staaten der Erde umfasst zurzeit 194 Staaten (alle UN-Mitglieder sowie die Vatikanstadt) und zwölf weitere Territorien, bei denen der Status als „Staat“ umstritten ist.

## Länder

### Mit Postleitzahl
| Land                                | Einführung der PLZ   | Ziffern        | PLZ (Beispiel)   | Bemerkungen |
| ----------------------------------- | -------------------- | -------------- | ---------------- | --- |
| Afghanistan                         | 2011                 | 4              | 1234             | Die ersten beiden Ziffern kennzeichnen die Provinz, die beiden folgenden Ziffern den Auslieferungsbezirk |
| Ägypten                             |                      | 5              | 12345            | |
| Åland                               |                      | 5              | 22345            | Zusammen mit Finnland mit den ersten beiden Ziffern 22. |
| Albanien                            | 11. Okt. 2006        | 4              | 1054             | |
| Algerien                            |                      | 5              | 12340            | Die ersten zwei Ziffern stehen für eine Provinz, die restlichen drei für eine Gemeinde. |
| Andorra                             | 2004                 | 3              | AD501            | in Zusammenarbeit mit Frankreich und Spanien |
| Antarktika                          |                      |                | diverse          | Britisches Antarktis-Territorium: BIQQ 1ZZ, Australischen Antarktis-Territorium: 7151. ZIP-codes für McMurdo (96599) und Amundsen-Scott South Pole Station (96598) nach US-amerikanischem APO-System, McMurdo Station, Air Post Office, Christchurch 8140, Neuseeland erlaubt das Routing via Neuseeland unter Umgehung der USA. |
| Argentinien                         | 1974                 | alphanumerisch | B1636FDA         | 1974 numerisch 4-stellig. 1998 Änderung beschlossen: 8-stellig, inkludiert meist den ehemaligen 4-stelligen Zifferncode. |
| Armenien                            | 1. Apr. 2006         | 4              | 0010             | Vorher wurde das 6-ziffrige System der Sowjetunion verwendet. |
| Aserbaidschan                       |                      | 4              | AZ1234           | Vorher wurde das 6-ziffrige System der Sowjetunion verwendet. |
| Äthiopien                           |                      | 4              | 1000             | |
| Australien                          | 1967                 | 4              | 1234             | Die Postleitzahl wird am Ende der Adresse geschrieben. |
| Bahrain                             |                      | 3 oder 4       | 864              | Beginnt mit der Nummer des Verwaltungsbezirks (1 bis 12). |
| Belgien                             | 1969                 | 4              | 1234             | |
| Bhutan                              | 2010                 | 5              | 12345            | Die ersten drei Ziffern beziehen sich auf Postregion, Bezirk und Unterbezirk, die letzten beiden Ziffern sind der Zustellbereich |
| Bulgarien                           | 19??                 | 4              | 1234             | |
| Brasilien                           | Mai 1971             | 8              | 12345-678        | Im Mai 1971 zunächst 5-stellig eingeführt. Im Mai 1992 wurde sie auf 8 Stellen erweitert in der Form 54330-355. Die ersten 5 Stellen bezeichnen Regionen und deren Sektoren. Die letzten 3 Stellen sind entweder 000 oder bezeichnen üblicherweise eine Straße. |
| Chile                               |                      | 7              | 1234567 123-4567 | optionaler Bindestrich zwischen 3. und 4. Ziffer |
| China                               |                      | 6              | 123456           | wird weder in Hongkong noch in Macau verwendet |
| Costa Rica                          | März 2007            | 5              | 40104            | 1 Ziffer für die Provinz, 2 für den Kanton und weitere 2 für den Distrikt |
| Dänemark                            | 1967                 | 4              | 1234             | |
| Deutschland                         | 1. Juli 1993         | 5              | 12345            | |
| Deutsches Reich                     | 1941                 | 2              | 12b              | Zweistellig und teilweise mit Buchstaben. Nach dem Zweiten Weltkrieg in leicht veränderter Form weiter benutzt. 1962 in der Bundesrepublik bzw. 1965 in der DDR getrennt durch jeweils ein neues vierstelliges System abgelöst. |
| BR Deutschland bis Juni 1993        | 1962                 | 1 bis 4 (+3)   | 1234 (Stadt 56)  | Bei großen Städten war es lange Zeit üblich, Nullen am Ende der Postleitzahl wegzulassen (z. B. „34 Göttingen“). Teilweise war es erforderlich, nach dem Namen der Stadt noch die Nummer des Zustellpostamts als quasi-Erweiterung für die Postleitzahl anzugeben (z. B. „8000 München 60“), z. T. gab es sogar dreistellige Spezialnummern (z. B. „ZDF, Kennwort „Hitparade“, 65 Mainz 500“) Nach der Deutschen Einheit zur Unterscheidung ein „W-“ vor der PLZ. Ab 1. Juli 1993 ein komplett neues fünfstelliges System eingeführt. |
| Deutschland (DDR)                   | 1965                 | 4              | 1234             | Nach der Deutschen Einheit zur Unterscheidung ein „O-“ vor der PLZ. Ab 1. Juli 1993 ein komplett neues fünfstelliges System eingeführt. |
| Ecuador                             | Dez. 2007            | 6              | EC123456         | |
| Estland                             |                      | 5              | 12345            | |
| Eswatini                            |                      | alphanumerisch | H100             | 1 Buchstabe für die Region + 3 Ziffern für das zuständige Postamt |
| Färöer                              |                      | 3              | 123              | |
| Frankreich und Monaco               | 3. Juni 1972         | 5              | 12345            | Die ersten zwei Ziffern geben die Nummer des Départements an. Für Monaco gilt die Nummer 98. |
| Frankreich und Monaco bis Juni 1972 | 26. Okt. 1965        | alphanumerisch | 12 ABC           | Nummer des Départements gefolgt von den ersten drei Buchstaben des Ortsnamens (Beispiel: 13 MARseille). |
| Finnland                            | 1971                 | 5              | 12345            | |
| Georgien                            |                      | 4              | 1234             | |
| Griechenland                        | 1983                 | 5              | 123 45           | Löste ein älteres System ab, das in Großstädten Verwendung fand und dem Ortsnamen angehängt wurde (Beispiel: Athen 123). |
| Guatemala                           | 20??                 | 5              | 13025            | |
| Guernsey                            | 199?                 | alphanumerisch |                  | siehe: Postleitzahl (Vereinigtes Königreich) |
| Hongkong                            |                      |                |                  | optional 999077 für Postsendungen innerhalb Chinas. |
| Indien                              | 15. Aug. 1972        | 6              | 123456           | wird PIN (Postal Index Number) genannt |
| Indonesien                          |                      | 5              | 12345            | |
| Irak                                | 2004                 | 5              | 12345            | |
| Iran                                |                      | 10             | 12345-01234      | |
| Irland                              | Juli 2015            | alphanumerisch | A65 F4E2         | Die ersten drei Zeichen, Routing Key, für 139 Bezirke oder Postorte, zweiter Teil: Unique Identifier, aus vier Zeichen mit zufällig ausgewählten Buchstaben und Zahlen, die einzelne Adresse identifizieren. |
| Island                              | 19??                 | 3              | 123              | |
| Isle of Man                         | 199?                 | alphanumerisch |                  | siehe: Postleitzahl (Vereinigtes Königreich) |
| Israel                              | 1. Feb. 2013.        | 7              | 1234587          | Wurde 2013 auf sieben Stellen erweitert. |
| Italien                             | 1967                 | 5              | 12345            | In das italienische System sind auch San Marino (PLZ 47890 bis 47899) und die Vatikanstadt (PLZ: 00120) einbezogen. |
| Japan                               | 1968                 | 7              | 123-4567         | Bis Februar 1998 wurden die Formate 123 und 123-45 verwendet. |
| Jersey                              | 199?                 | alphanumerisch |                  | siehe: Postleitzahl (Vereinigtes Königreich) |
| Jugoslawien                         |                      | 5              | 79101            | |
| Kanada                              | 1971                 | alphanumerisch | A0A 0A0          | ähnelt dem System des Vereinigten Königreichs; zwischen 1971 (Ottawa) und 1975 Stück für Stück eingeführt. Die Buchstaben D, F, I, O, Q, und U werden nicht verwendet, um eine Verwechslung mit anderen Buchstaben oder Zahlen zu vermeiden. |
| Kasachstan                          | 2015                 | alphanumerisch | A01 P3K4         | vor der Reform von 2015 numerisch 6-stellig |
| Kenia                               |                      | 5              | 12345            | |
| Kolumbien                           | 2009                 | 6              | 123456           | Die ersten beiden Ziffern stehen für die 32 Departamentos. |
| Korea                               | 2015                 | 5              | 12345            | System wurde am 1. August 2015 von xxx-xxx auf xxxxx umgestellt. |
| Kosovo                              | 2004                 | 5              | 12345            | Wurde von der UNMIK eingeführt, aber das serbische System wird z. T. noch verwendet. |
| Kroatien                            | 19??                 | 5              | 12345            | |
| Lettland                            |                      | 4              | LV-1234          | |
| Litauen                             |                      | 5              | 12345            | |
| Liechtenstein                       |                      | 4              | 9490             | im System der Schweiz integriert, beginnt mit "9" |
| Luxemburg                           | 1980                 | 4              | 1234             | |
| Macao                               | ?                    | ?              | ?                | |
| Madagaskar                          |                      | 3              | 123              | Die erste Ziffer steht für die Provinz: 1xx = Antananarivo, 2xx = Antsiranana, 3xx = Fianarantsoa, 4xx = Mahajanga, 5xx = Toamasina, 6xx = Toliara |
| Malta                               | 1991                 | alphanumerisch | VLT 1117         | Zunächst nur 2 Ziffern, aber 2007 auf 4 Ziffern erweitert. Die Buchstaben davor sind Abkürzungen für den jeweiligen Ort/Bezirk (VLT=Valletta). |
| Mexiko                              | 19??                 | 5              | 12345            | |
| Monaco                              |                      | 5              | MC 98000         | im System Frankreichs integriert, beginnt mit "MC 980" danach 00...08, 15 |
| Neuseeland                          | 1977                 | 4              | 1234             | System wurde im Juni 2008 reformiert |
| Niederlande                         | 1978                 | alphanumerisch | 1234 AB          | |
| Nigeria                             |                      | 6              | 123456           | |
| Norwegen                            | 18. März 1968        | 4              | 1234             | von Süden nach Norden geordnet |
| Oman                                | ?                    | 3              | 123              | Die erste Ziffer steht für die Region (nach der ehemaligen administrativen Gliederung Omans vor 2011) |
| Österreich                          | 1. Jan. 1966         | 4              | 1234             | erste Ziffer grob bundesländerweise (Ausnahmen: NÖ, Vbg.), 1...6 etwa von Wien nördlich der Alpen, 7...9 südlich, jeweils westwärts laufend |
| Pakistan                            |                      | 6              | 123456           | |
| Palästina                           |                      | 3              | 123              | Westbank: 100-899, Gaza: 900-999. System ist aktuell noch nicht im prakt. Gebrauch |
| Paraguay                            |                      | 6              | 123456           | 2018 reformiert, vorher 4 Ziffern |
| Peru                                | 2011                 | 5              | 12345            | vor 2011 nur in den Regionen Lima und Callao |
| Polen                               | 1. Jan. 1973         | 5              | 12-345           | |
| Portugal                            | 1976                 | 7              | 1234-567         | 1994 reformiert, vorher 4 Ziffern |
| Rumänien                            | 1. Mai 2003          | 6              | 123456           | |
| Russland                            |                      | 6              | 123456           | wird allein in eine eigene Zeile geschrieben |
| San Marino                          | 1967                 | 5              | 47890            | im System Italiens integriert, nur Nummern 47890–47899 |
| Schweden                            | 1968                 | 5              | 123 45           | |
| Schweiz und Liechtenstein           | 1964                 | 4 (intern 6)   | 1234             | Liechtenstein (PLZ: 9485 bis 9498) ist im Schweizer System enthalten. Postintern werden 6 Stellen genutzt (zwei weitere hinten angehängt). |
| Slowakei                            | 1973                 | 5              | 123 45           | System der Tschechoslowakei beibehalten, gemeinsam mit Tschechien |
| Slowenien                           |                      | 4              | 1234             | |
| Spanien                             | 1976                 | 5              | 12345            | |
| Südafrika                           | 1973                 | 4              | 1234             | |
| Tschechien                          | 1973                 | 5              | 123 45           | System der Tschechoslowakei beibehalten, gemeinsam mit der Slowakei |
| Tadschikistan                       |                      | 6              | 735450           | folgt dem System der Sowjetunion, wird allein in eine eigene Zeile geschrieben |
| Türkei                              | 1977 oder früher     | 5              | 12345            | Nummerierung der 81 Provinzen ursprünglich alphabetisch |
| Ungarn                              | 1973                 | 4              | 1234             | |
| Ukraine                             |                      | 5              | 12345            | |
| Vatikan                             | 1967                 | 5              | 00120            | im System Italiens integriert, nur Nummer 00120 |
| Vereinigtes Königreich              | 1959–1974 sukzessive | alphanumerisch | AA0A 0AA         | 5–7-stellig, die erste Gruppe kann 2- bis 4-stellig sein, die zweite ist immer 3-stellig. |
| Vereinigte Staaten von Amerika      | 1963                 | 5+4            | 12345-6789       | "ZIP-Code", fünfstelliges System 1963 eingeführt und 1983 um vier Ziffern ergänzt, welche durch Bindestrich getrennt sind. Obwohl die Postleitzahlen bundesweit eindeutig sind, ist es für den Postverkehr jedoch üblich, vor der numerischen Postleitzahl das zweistellige Buchstabenkürzel des Bundesstaats anzugeben (Beispiel: VA 12345-6789). |
| Zypern                              | 1. Okt. 1994         | 4              | 1234             | |

### Ohne Postleitzahl
Folgende Länder haben keine Postleitzahlen:
- Angola
- Antigua und Barbuda
- Äquatorialguinea
- Bahamas
- Belize
- Benin
- Bolivien[14]
- Botswana
- Burkina Faso
- Burundi
- Demokratische Republik Kongo
- Dominica
- Dschibuti
- Elfenbeinküste
- Eritrea
- Fidschi
- Gabun
- Gambia
- Grenada
- Guyana
- Hongkong
- Jemen
- Kamerun
- Katar
- Kiribati
- Komoren
- Malawi
- Mali
- Mauretanien
- Namibia (bis 1990 südafrikanische Postleitzahlen)
- Nauru
- Nordkorea
- Osttimor (nicht mehr seit dem Rückzug von Indonesien im Jahre 1999.)
- Republik Kongo
- Ruanda
- Salomonen
- São Tomé und Príncipe
- Seychellen
- Sierra Leone
- Simbabwe
- Somalia (5-ziffriges System veröffentlicht, aber nie benutzt)
- St. Kitts und Nevis
- St. Lucia
- Suriname
- Syrien (4-ziffriges System angekündigt, aktueller Stand unbekannt)
- Togo
- Tonga
- Trinidad und Tobago
- Tschad
- Tuvalu
- Uganda
- Vanuatu
- Vereinigte Arabische Emirate
- Zentralafrikanische Republik